# Монтегю, Роберт, 3-й герцог Манчестер
Роберт Монтегю, 3-й герцог Манчестер (англ. Robert Montagu, 3rd Duke of Manchester; ок. 1710 — 10 мая 1762) — британский аристократ и политик, заседавший в Палате общин с 1734 по 1739 год, когда он унаследовал титул пэра в качестве герцога Манчестера.

## Ранняя жизнь
Родился около 1710 года. Младший сын Чарльза Монтегю, 1-го герцога Манчестерского (1662—1722), и Достопочтенной Додингтон Гревилл (1671/2-1720/1). Его старшим братом был Уильям Монтегю, 2-й герцог Манчестер (1700—1739), который женился на леди Изабелле Монтегю, старшей дочери Джона Монтегю, 2-го герцога Монтегю, и леди Мэри Черчилль. Сестры — Леди Шарлотта Монтегю, жена Пэтти Бинга, 2-го виконта Торрингтона, и Ледиди Доддингтон Монтегю, которая не вышла замуж.
Его дедушкой и бабушкой по отцовской линии были Роберт Монтегю, 3-й граф Манчестер (1634—1683), и бывшая Энн Йелвертон (1628—1698), дочь сэра Кристофера Йелвертона, 1-го баронета. Его бабушкой и дедушкой по материнской линии были Роберт Гревилл, 4-й барон Брук (1638—1677), сын Роберта Гревилла, 2-го барона Брука (1607—1643), и Энн Додингтон (1642—1690), дочь и наследница Джона Доддингтона из Бримора, члена Палаты общин от Лимингтона. После смерти деда его бабушка снова вышла замуж за Томаса Хоби.

## Карьера
28 апреля 1719 года его отец Чарльз Монтегю, в то время 4-й граф Манчестер, получил титул 1-го герцога Манчестера от короля Великобритании Георга I. После смерти отца его старший брат Уильям Монтегю унаследовал титул 2-го герцога Манчестера.
Роберт Монтегю был избран в качестве члена Палаты общин от партии вигов от Хантингдоншира на всеобщих выборах в Великобритании в 1734 году. Он освободил свое место, когда в 1739 году унаследовал титул пэра и титул герцога Манчестера от своего старшего брата, умершего без наследства. С 1739 по 1762 год он занимал должность лорда-лейтенанта Хантингдоншира.
С 1735 по 1737 год он служил вице-камергером королевы-консорта. С 1739 по 1761 год он был лордом опочивальни и лордом-камергером королевы Шарлотты (1761—1762).

## Личная жизнь
3 апреля 1735 года Роберт Монтегю женился на Гарриет Данч (? — 25 февраля 1755), дочери и сонаследнице политика Эдмунда Данча (1657—1719) и его жены Элизабет Годфри. Она была свояченицей Хью Боскауэна, 1-го виконта Фалмута (1680—1734), и племянницей Джона Черчилля, 1-го герцога Мальборо. Гарриет и Роберт были родителями:
- Джордж Монтегю, 4-й герцог Манчестер (6 апреля 1737 — 2 сентября 1788)[6], женившийся в 1762 году на Элизабет Дэшвуд (1740—1832), старшей дочери сэра Джеймса Дэшвуда, 2-го баронета[1].
- Лорд Чарльз Гревилл Монтегю (1741 — 3 февраля 1784), женившийся в 1765 году на Элизабет Балмер, дочери Джеймса Балмера[1] .
- Леди Каролина Монтегю (? — 1818), которая вышла замуж в 1775 году за Чарльза Герберта, внука Томаса Герберта, 8-го графа Пембрука[1].
- Леди Луиза Монтегю, которая умерла незамужней[1].

Роберт Монтегю, 3-й герцог Манчестер, скончался 10 мая 1762 года, оставив четырёх детей. Его титулы и владения унаследовал его старший сын Джордж Монтегю, 4-й герцог Манчестер.

## Титулы
- 3-й герцог Манчестер (с 21 октября 1739)
- 6-й граф Манчестер, графство Ланкастер (с 21 октября 1739)
- 6-й виконт Мандевиль (с 21 октября 1739)
- 6-й барон Кимболтон из Кимболтона, графство Ланкастер (с 21 октября 1739).